# Anopheles kunmingensis
Anopheles kunmingensis este o specie de țânțari din genul Anopheles, descrisă de Zhiming Dong în anul 1985. Conform Catalogue of Life specia Anopheles kunmingensis nu are subspecii cunoscute.